# Lijst van bisschoppen van Osnabrück
De volgende personen waren bisschop van het bisdom en sinds de dertiende eeuw prinsbisdom Osnabrück:

## Tot 1803
- 783- 804: Wiho I
- 810- 829: Meginhard
- 829- 845: Goswin
- 845- 860: Gosbert
- 860- 887: Egbert
- 887- 906: Egilmar
- 906- 918: Bernhar/Werner
- 919- 949: Dodo I
- 949- 969: Drogo
- 969- 978: Leutholf/Ludolf
- 978- 996: Dodo II
- 996-1000: Günther
- 1000-1003: Wachholf/Udilholf/Wodilholf
- 1003-1023: Dietmar
- 1023-1028: Meginhar
- 1028-1036: Gosmar
- 1036-1052: Albrich
- 1052-1067: Benno I
- 1067-1088: Benno II
- 1088-1093: Markwart (1082-1106: abt van de Abdij van Corvey)
- 1093-1101: Wiho II
- 1101-1109: Jan I
- 1109-1119: Gottschalk van Diepholt
- 1119-1125: Koenraad
- 1119-1137/8: Diethard
- 1137/8-1141: Udo van Steinfurt
- 1141-1173: Philips van Katzenelnbogen (alias van Rode)
- 1173-1191: Arnold van Altena
- 1192-1216: Gerhard van Wildeshausen (1210-1219: aartsbisschop van Bremen)
- 1216-1224: Adolf van Tecklenburg
- 1224-1226: Engelbert van Altena-Isenberg (ook 1239-1250)
- 1226-1226: Wilbrand van Oldenburg (administrator; 1225-1227:bisschop van Paderborn)
- 1226-1227: Otto I
- 1227-1238: Koenraad I van Lauenrode-Velber
- 1239-1250: Engelbert van Altena-Isenberg (ook 1224-1226)
- 1250-1258: Bruno van Altena-Isenberg
- 1259-1264: Boudewijn van Rüssel
- 1264-1265: Engelbert I van de Mark (administrator)
- 1265-1268: Widekind van Waldeck
- 1270-1297: Koenraad II van Rietberg
- 1297-1308: Lodewijk van Ravensberg
- 1309-1321: Engelbert II van Weihe
- 1321-1348: Godfried van Arnsberg (1348-1360: aartsbisschop van Bremen)
- 1349-1366: Jan II Hut
- 1369-1376: Melchior van Brunswijk-Lüneburg (1376-1381: bisschop van Schwerin)
- 1376-1402: Dirk van Horn
- 1402-1404: Hendrik I van Holstein
- 1410-1424: Otto II van Hoya (1392-1424: bisschop van Münster)
- 1424-1437: Jan III van Diepholt
- 1437-1442: Erik I van Hoya (1450-1457: bisschop van Münster)
- 1442-1450: Hendrik II van Meurs (1424-1450: bisschop van Münster)
- 1450-1453: Albrecht van Hoya (1436-1473: bisschop van Minden)
- 1454-1455: Rudolf van Diepholt (1423-1455: bisschop van Utrecht)
- 1455-1482: Koenraad III van Diepholt
- 1482-1508: Koenraad IV van Rietberg (1497-1508: bisschop van Münster)
- 1508-1532: Erik II van Brunswijk-Lüneburg (1508-1532: bisschop van Paderborn; 1532: bisschop van Münster)
- 1532-1553: Frans van Waldeck (1530-1553: bisschop van Minden; 1532-1553: bisschop van Münster)
- 1553-1574: Jan van Hoya (1566: bisschop van Münster; 1568: bisschop van Paderborn)
- 1553-1585: Hendrik III van Saksen-Lauenburg (1567-1585: aartsbisschop van Bremen; 1577-1585: bisschop van Paderborn)
- 1585-1585: Willem van Schenking-(Bevern)
- 1585-1591: Bernhard van Waldeck
- 1591-1623/6: Filips Sigismund van Brunswijk-Lüneburg (1586-1623: bisschop van Verden)
- 1623-1625: Eitel Frederik van Hohenzollern
- 1625-1634 en 1650-1661: Frans Willem van Wartenberg (1630-1631: bisschop van Verden; 1629/1633-1648: bisschop van Minden; 1649-1661: bisschop van Regensburg; 1633: administrator van Hildesheim)
- 1634-1648: Gustaaf van Wasaburg (regent onder de Zweedse bezetting)

Na het overlijden van Frans Willem van Wartenberg werd alternerend een katholieke bisschop en een lutherse administrator gekozen
- 1662-1698, luthers : Ernst August I van Brunswijk-Lüneburg, (1679-1698: hertog van Brunswijk-Calenberg)
- 1698-1715, katholiek : Karel Jozef van Lotharingen,  (1695-1711: bisschop van Olmütz; 1711-1715: keurvorst van Trier)
- 1716-1728,  luthers : Ernst August II van Brunswijk-Lüneburg
- 1728-1761, katholiek : Clemens August van Beieren
- 1764-1802, luthers : Frederik van Groot-Brittannië, hertog van York

Na 1803, als de wereldlijke macht opgeheven is, gaat het bisdom Osnabrück verder als een katholiek bisdom.

## 20e en 21e eeuw
- 1995 - 2023, Franz-Josef Bode.[1][2]